# Liège (tỉnh)
Liège (tiếng Pháp; tiếng Wallon: Lidje; tiếng Hà Lan: Luikⓘ; tiếng Đức: Lüttich) là một tỉnh cực đông ở vùng Wallonia, Bỉ. Dân chúng ở đây chủ yếu nói tiếng Pháp, thiểu số dân dùng tiếng Đức ở dọc biên giới phía đông với Đức và Luxembourg. Tỉnh này giáp với (từ phía bắc theo chiều kim đồng hồ): tỉnh Limburg của Hà Lan, bang Nordrhein-Westfalen của Đức, vùng Diekirch của Luxembourg và các tỉnh của Bỉ Luxembourg, Namur, Walloon Brabant (vùng Wallonia) Limburg (Flanders). Tỉnh lỵ là Liège. Tỉnh có diện tích 3.844 km², gồm 4 huyện hành chính, tổng cộng có 84 đô thị.

## Các huyện
Tỉnh Liège được chia thành 4 huyện của Bỉ#huyện.

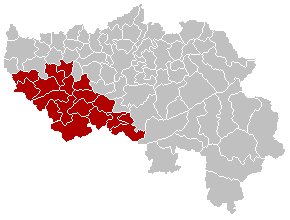
Huy
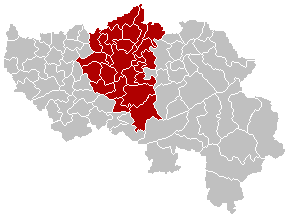
Liège
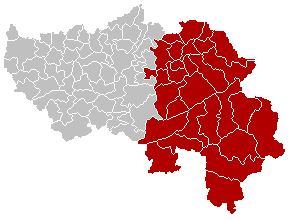
Verviers
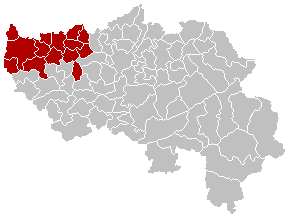
Waremme

## Các đô thị

Bản đồ các đô thị ở tỉnh Liège

| 1. Amay 2. Amel 3. Ans 4. Anthisnes 5. Aubel 6. Awans 7. Aywaille 8. Baelen 9. Bassenge 10. Berloz 11. Beyne-Heusay 12. Blegny 13. Braives 14. Büllingen 15. Burdinne 16. Burg-Reuland 17. Bütgenbach 18. Chaudfontaine 19. Clavier 20. Comblain-au-Pont 21. Crisnée 22. Dalhem 23. Dison 24. Donceel 25. Engis 26. Esneux 27. Eupen (thành phố) 28. Faimes | 29. Ferrières 30. Fexhe-le-Haut-Clocher 31. Flémalle 32. Fléron 33. Geer 34. Grâce-Hollogne 35. Hamoir 36. Hannut (thành phố) 37. Héron 38. Herstal 39. Herve (thành phố) 40. Huy (thành phố) 41. Jalhay 42. Juprelle 43. Kelmis 44. Liège (thành phố) 45. Lierneux 46. Limbourg (thành phố) 47. Lincent 48. Lontzen 49. Malmedy (thành phố) 50. Marchin 51. Modave 52. Nandrin 53. Neupré 54. Olne 55. Oreye 56. Ouffet | 57. Oupeye 58. Pepinster 59. Plombières 60. Raeren 61. Remicourt 62. Saint-Georges-sur-Meuse 63. Saint-Nicolas 64. Sankt Vith (thành phố) 65. Seraing (thành phố) 66. Soumagne 67. Spa (thành phố) 68. Sprimont 69. Stavelot (thành phố) 70. Stoumont 71. Theux 72. Thimister-Clermont 73. Tinlot 74. Trois-Ponts 75. Trooz 76. Verlaine 77. Verviers (thành phố) 78. Villers-le-Bouillet 79. Visé (thành phố) 80. Waimes 81. Wanze 82. Waremme (thành phố) 83. Wasseiges 84. Welkenraedt |